# Зак Костопулос
Зак Костопулос (грч. Ζαχαρίας «Ζακ» Κωστόπουλος; 22. август 1985 — Атина, 21. септембар 2018) је био грчко–амерички активиста који је бранио права ЛГБТ+ особа, ХИВ позитивних особа, сексуалних радника и избеглица.

## Биографија
Рођен је 22. августа 1985. у Сједињеним Америчким Државама у породици грчких имигранта, у Грчку је отишао са седам година након чега се са породицом убрзо вратио у иностранство. Студирао је глуму и маркетинг. Радио је у „Атинском контролном пункту” и волонтирао у Удружењу ХИВ позитивних људи Грчке, док је писао чланке на интернету и у новинама о питањима везаним за људска права, сексуалност и ХИВ. Био је и председник Заједнице ЛГБТ+ Грчке. На општинским изборима 2014. године се кандидовао за општинско веће Атине на изборној листи „Иницијатива за нову и еколошку Атину”. Последњих година је учествовао на дрег–шоу наступима у Атини. Био је ХИВ позитиван.
Убијен је 21. септембра 2018. у у центру Атине, од када активисти попут Менеласа Сијафакаса организују годишње маршеве у знак сећања на његову смрт и позивају на правду против његових убица. Године 2019. је Насос Илиопулос у Општинском већу Атине предложио преименовање улице Гладстонос у Зак Костопулос. Градоначелник Атине Костас Бакојани је на то одговорио контрапредлогом да се направи споменик против нетолеранције, расизма и мржње за који је већина гласала. Научни истраживач Аристотеловог универзитета у Солуну је 2021. године две новооткривене врсте цијанобактерија, Iphianassa zackieohae и Speos fyssasii, назвао по Заку Костопулосу и Павлосу Фисасу. За Костопулосову смрт је оптужено шест особа, међу којима је четири полицајаца, али је суђење одложено због мера против пандемије ковида 19 за 21. октобар 2021. Двојица мушкараца су 3. маја 2022. проглашена кривима, док су полицајци проглашени невиним. Костопулос је сахрањен у граду где је одрастао.